# Kamp Walchum

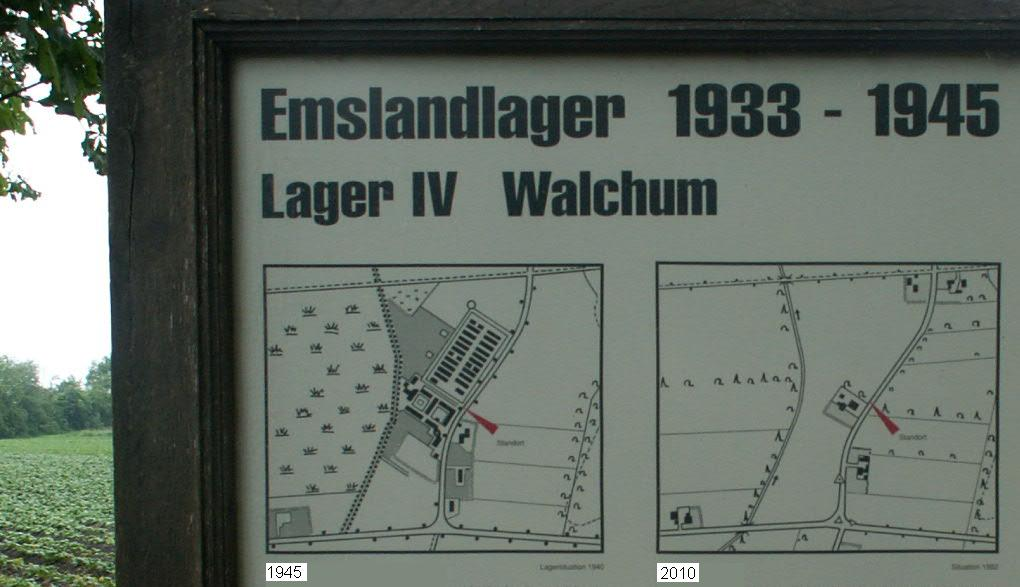
Plattegrond 1945 en 2010.

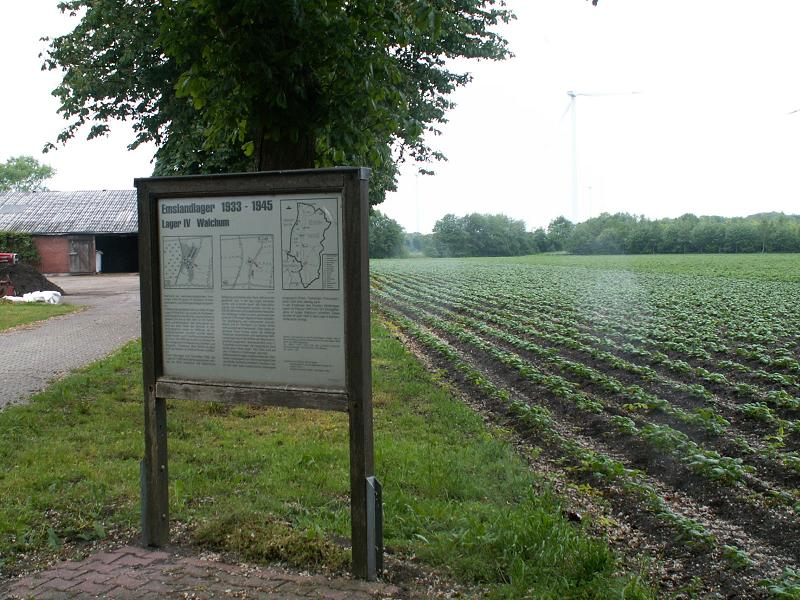
Gedenktekst bij het voormalige kamp.

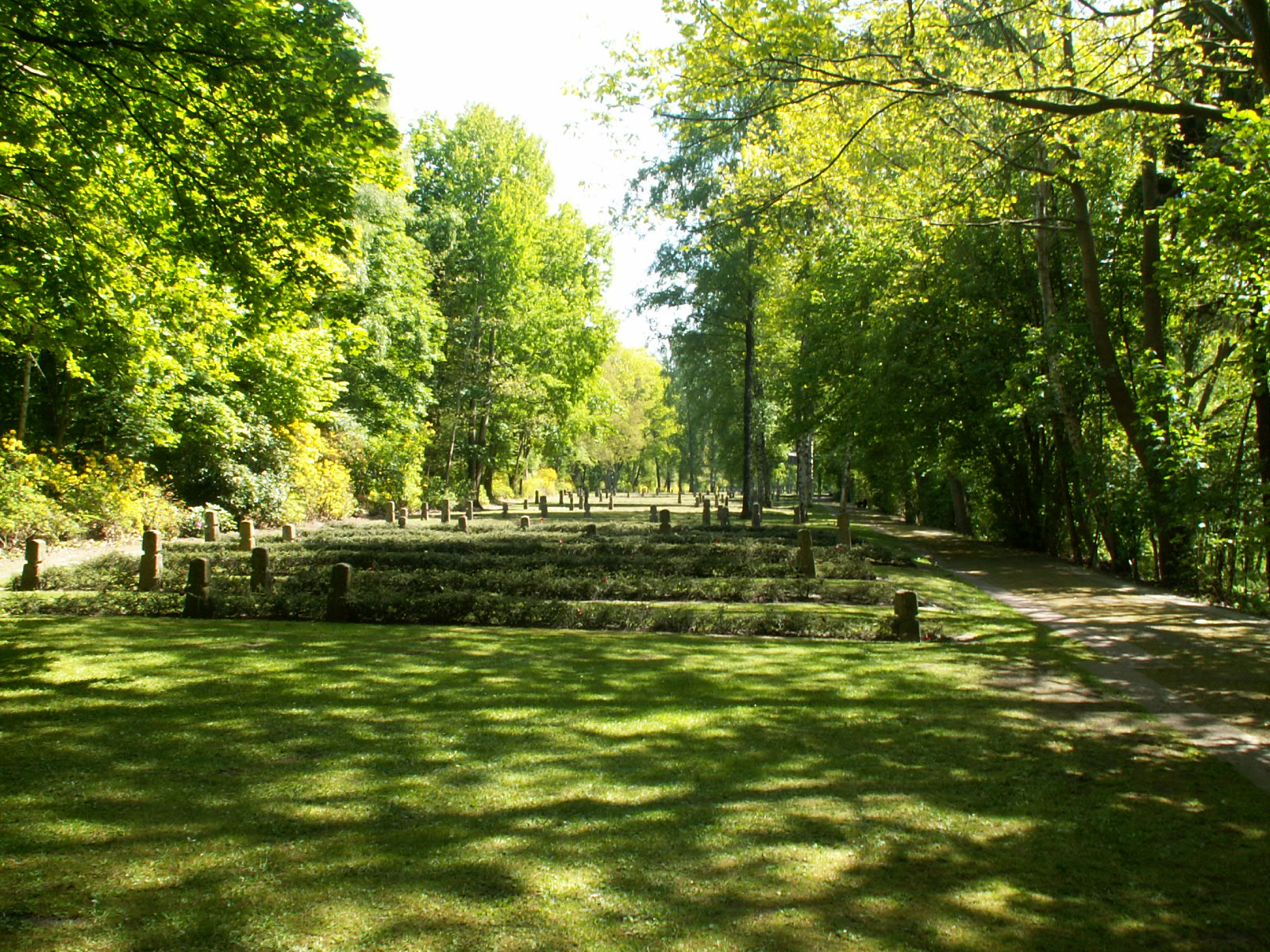
Begraafplaats Bockhorst/Esterwegen

Kamp Walchum (Duits: Lager IV Walchum) was het vierde van de vijftien Emslandlager. Lager IV was gelegen nabij het dorp Walchum, ongeveer veertig kilometer ten noordoosten van Emmen.

## Geschiedenis
Kamp Walchum werd in mei 1935 in het Emsland opgericht. Het kamp moest een bezetting van vijfhonderd personen aankunnen. In september 1939 werd de mogelijke bezetting verhoogd naar duizend personen. Als Emslandlager is het kamp bekend als Lager IV Walchum. Het kamp komt niet voor in de officiële Duitse lijst van concentratiekampen.
Vanaf 1942 zijn in Walchum door het Oberkommando der Wehrmacht (OKW) deserteurs en dienstweigeraars gehuisvest. Ook werden er Tsjechen, Polen en Fransen ondergebracht. In februari 1945 bevonden zich nog 167 gevangenen in het kamp. Begin april werden de gevangenen overgeplaatst naar kamp Aschendorfermoor.

## Omstandigheden
In de loop van de oorlog werden de omstandigheden voor de gevangenen, vanaf 1942 militaire strafgevangenen, steeds slechter. Men moest ten minste twaalf uur per dag werken, de hygiëne was slecht en er was een tekort aan voedsel.

## Na de oorlog
Volgens de officiële cijfers kwamen 72 personen om het leven, maar het daadwerkelijke cijfer ligt waarschijnlijk hoger. De geregistreerde doden zijn op het kerkhof van Esterwegen begraven. Een rij kastanjebomen doet nog aan het kamp denken. Er is een monumentje ter herdenking van de slachtoffers bij het voormalige kamp.

## Dodental
In de vijftien Emslandlager hebben naar schatting 100.000 krijgsgevangenen en 80.000 politieke- en strafgevangenen moeten verblijven. Naar schatting zijn 30.000 van deze gevangenen in de Emslandlager vermoord. Voor het merendeel zijn dat Sovjet-krijgsgevangenen geweest. Deze liggen op negen begraafplaatsen en in massagraven begraven. Per kamp kan zowel qua inwonertal als ten aanzien van het dodental niets specifieks met zekerheid worden gezegd. Van de begraafplaatsen is voor een deel van de gevallen wel bekend hoeveel mensen er liggen en welke nationaliteit deze mensen hadden. Hoeveel van de 180.000 kamp bewoners de oorlog hebben overleefd is onbekend. Velen zijn later in andere kampen vermoord.

## Ontsnappingen
Soms moesten de gevangenen op enkele honderden meters van de Nederlandse grens werken. Regelmatig trachten de gevangenen de Nederlandse grens over te vluchten. Bij die vluchtpogingen werd er gericht op de gevangenen geschoten. Toch zijn er enige tientallen ontsnappingen gelukt. Maar Nederland stuurde de asielzoekers in de meeste gevallen terug. Vaak betekende dat alsnog de dood van de vluchteling. In enkele gevallen, die publieke aandacht trokken, werden asielzoekers niet naar Duitsland teruggestuurd, maar naar andere landen uitgewezen.